# Karol, l'homme qui devint pape
Pour plus de détails, voir Fiche technique et Distribution.
Karol, l'homme qui devint pape (Karol, un uomo diventato papa) est un téléfilm italo-polonais, réalisé par Giacomo Battiato en 2005, qui retrace la vie de Karol Wojtyła, futur pape Jean-Paul II.

## Synopsis
Le film raconte la vie de Karol Wojtyła, de l'irruption de la Seconde Guerre mondiale avec l'invasion allemande de la Pologne, jusqu'à son élection comme pape en 1978.

## Commentaire
C'est un film émouvant qui présente sous bien des aspects la personnalité du pape et le contexte de l’époque, malgré certains passages romancés. Le film donne cependant une vision très réaliste de la foi catholique et de la foi de Jean-Paul II. De l'action et de l'engagement catholique en faveur des droits fondamentaux contre le régime nazi et communiste.
La mise en scène est un peu mélodramatique, car l'époque a été rude pour la Pologne, entre l'invasion allemande et le régime communiste ; le personnage est présenté comme très équilibré et non violent. Cependant, le film présente de manière très réaliste l'environnement dans lequel le futur pape Jean-Paul II a évolué.

## Historicité
Le film prend parfois certaines libertés avec le parcours réel du jeune Karol Wojtyła, notamment par rapport aux relations avec des personnages secondaires comme Tomasz Zaleski et Hanna. Il évoque le rôle de Jan Tyranowski, organisateur du « Rosaire vivant » et guide spirituel du futur pape. Cependant, ce film reste très fidèle à ce qu'a été la vie réelle du futur Jean-Paul II, malgré certaines critiques comme celle de George Weigel : il a écrit une biographie de référence de Karol Wojtyła (Jean-Paul II, témoin de l'espérance) et observe que le film comporte « des douzaines de points où les réalisateurs se sont trompés ». Il note aussi « plusieurs distorsions majeures et falsifications ».

## Fiche technique
- Titre : Karol, l'homme qui devint Pape
- Titre original : Karol, un uomo diventato papa
- Scénario : Giacomo Battiato, d'après le livre de Gianfranco Svidercoschi
- Production : Pietro Valsecchi pour Taodue Film S.r.l.
- Musique : Ennio Morricone
- Photographie : Giovanni Mammolotti
- Durée :  États-Unis : 240 min /  Argentine : 186 min / 155 min (version cinémas) / 180 min (2 parties) (version TV)
- Pays :  Pologne /  Italie
- Langue : anglais
- Couleur

## Distribution
- Piotr Adamczyk : Karol Wojtyła
- Małgosia Bela : Hanna Tuszynska
- Ken Duken : Adam Zielinski
- Hristo Chopov : Julian Kordek
- Ennio Fantastichini : Maciej Nowak
- Violante Placido : Maria Pomorska
- Matt Craven : Hans Frank
- Olgierd Lukaszewicz : Karol Wojtyła père
- Lech Mackiewicz : Mgr Stefan Wyszyński
- Radoslaw Pazura : Pawel Kowalski
- Grażyna Szapołowska : Brigitte Frank
- Kenneth Welsh : Professeur Wójcik
- Raoul Bova : Tomasz Zaleski
- Mateusz Damiecki : Wiktor
- Patrycja Soliman : Wislawa
- Weronika Książkiewicz